# Championnat d'Europe de polo 2012
Navigation
Édition précédente Édition suivante
Le championnat d'Europe de polo 2012, neuvième édition du championnat d'Europe de polo, a lieu en 2012 à Sotogrande, en Espagne. Il est remporté par l'Espagne.